# DeBrum House
Das deBrum House (auch: Debrum House) auf Likiep Island im Likiep-Atoll der Marshallinseln ist das Anwesen einer ehemaligen Plantage, welches 1888 von Joachim deBrum erbaut wurde.
Joachim deBrum war der Sohn von Jose deBrum, der zusammen mit Georg Eduard Adolph Capelle das Atoll erworben hatte. Die Eigentümerfamilie lebte dort bis 1940.
Das Haus ist heute das einzige bedeutende Plantagengebäude, das im Gebiet der Marshallinseln beziehungsweise des Trust Territory of the Pacific Islands überdauert hat. Es hat die deutsche und japanische Zeit und die beiden Weltkriege überstanden und spielte noch in der frühen Nachkriegszeit eine gewisse Rolle. 1976 wurde es in das National Register of Historic Places der Vereinigten Staaten aufgenommen.